# Prospekt’s March
Prospekt’s March — мини-альбом английской альтернативной рок-группы Coldplay, вышедший 21 ноября 2008 года в Европе и Японии. В остальном мире мини-альбом вышел на следующей неделе.

## Об альбоме
В Prospekt’s March вошли композиции, не попавшие в студийный альбом Viva la Vida or Death and All His Friends из-за несоответствия стилистике альбома..
С альбома было выпущено два сингла, «Life in Technicolor II» и «Glass of Water».

## Обложка
Для оформления альбома использована картина Эжена Делакруа «Битва при Пуатье».

## Список композиций
1. «Life in Technicolor II» — 4:05
2. «Postcards from Far Away» — 0:48
3. «Glass of Water» — 4:44
4. «Rainy Day» — 3:26
5. «Prospekt’s March/Poppyfields» — 3:39
6. «Lost+» (при участии Jay-Z) — 4:16
7. «Lovers in Japan» (Osaka Sun Mix) — 3:57
8. «Now My Feet Won’t Touch the Ground» — 2:29